# Latouchia japonica
Espèce
Latouchia japonica est une espèce d'araignées mygalomorphes de la famille des Halonoproctidae.

## Distribution
Cette espèce est endémique du Japon.

## Description
La femelle holotype mesure 16-17 mm.

## Étymologie
Son nom d'espèce lui a été donné en référence au lieu de sa découverte, le Japon.

## Publication originale
- Strand, 1910 : Eine neue japanische ctenizine (Araneae). Deutsche Entomologische Zeitschrift, vol. 1910, p. 441-442 (texte intégral).